# Ainaži
Ainaži (Estisch: Heinaste, Duits: Haynasch) is een stad in de Letse gemeente Salacgrīva, die is gelegen in de regio Vidzeme. 
De plaats heeft een strategische ligging bij de grens met Estland, en de nabijgelegen grensovergang. De Letse hoofdweg gaat daarbij over in A1 over in de Estische hoofdweg Põhimaantee 4.

## Etymologie
De naam 'Ainaži' is waarschijnlijk te herleiden tot het Estische woord heinastee, dat 'hooiweg' betekent. Een andere mogelijkheid is dat de Lijfse woorden aaina (hooi) of ainagi (alleen) hierin besloten zitten. 
In de middeleeuwen stond de plaats ook bekend onder de Duitse naam Haynasch. Ten tijde van het Russische keizerrijk en de Sovjet-Unie, stond het plaatsje ook wel bekend onder de Russische naam Гайнаш (Gainash).

## Geschiedenis
Ainaži was oorspronkelijk een Lijfs vissersdorpje waarvan de eerste melding uit 1564 dateert. Door de eeuwen heen viel het dorp steeds in handen van verschillende staten en baronieën. Eind 19de eeuw begon een bloeiperiode voor het dorp. Die periode was tevens het begin van de maritieme activiteiten in het dorp.
Doordat de regio's Vidzeme en Koerland in de 19de eeuw vrijwel geheel bedekt waren met bos, kon men meteen vanuit Ainaži hout halen. Ook had Ainaži een strategische ligging langs de zee. Hierdoor was er ook scheepsbouw mogelijk in het dorp. In 1864 richtte Krišjānis Valdemārs een maritieme school op in het dorp, de eerste van Lijfland, waar het dorp toen deel van uit maakte. 
Hij was opgericht om jonge Estische en Letse boeren op te leiden tot scheepskapiteins. Na 50 jaar werd deze school echter verwoest, toen de Eerste Wereldoorlog aan de gang was. Verder had het dorp in de 19de eeuw echter wel een vooruitgang geboekt.
Dit kwam vooral door het begin van de scheepsbouwindustrie in Ainaži. Tijdens de Eerste Wereldoorlog had Ainaži echter wel de op drie na grootste haven van heel Letland. Maar verder was Ainaži na de oorlog wel zwaar beschadigd. De hele vloot was bovendien vergaan. Uiteindelijk werd het Duitse leger verjaagd door het Estische leger en nam Estland het dorp ook tijdelijk in. 
Na verloop van tijd werd het dorp echter uiteindelijk Lets, ondanks het feit dat het grootste deel van de bevolking Estisch was. Na heel wat overleg mocht Estland het noordelijke deel van het dorp houden, dit gebied staat nu bekend als Ikla. Toen de nieuwe Republiek Letland (1918-1940) was opgericht, begon de heropbouw van het dorp. 
Er kwamen een nieuwe vloot en een nieuwe, diepere haven, en tot slot de nieuwe vuurtoren die in 1930 klaar was. In deze periode kreeg Ainaži ook stadsrechten. In de Tweede Wereldoorlog gebeurde weer precies hetzelfde. De hele stad was weer volledig verwoest, waaronder de tweede maritieme school, die was gebouwd nadat de eerste was verwoest.
Hierna kwam er een tweede heropbouw van de stad, de haven was echter deels herbouwd. De stad maakte nu deel uit van de Sovjet-Unie. Doordat de Sovjet-autoriteiten ook een aantal andere belangrijke economische gebouwen niet (geheel) herbouwden, werd de stad steeds minder belangrijk als economisch middelpunt. 
Nadat Letland bij het uiteenvallen van de Sovjet-Unie in 1991 weer onafhankelijk werd, was er sprake van een kleine heropbouw. Zo werden er wat windturbines neergezet en een douanecontrolepost bij de grens met het eveneens onafhankelijk geworden Estland. Ook werd van de plek waar de maritieme school stond, een museum gemaakt, die het Ainažu jūrskolas museum heet. Dit museum toont de geschiedenis van de scheepsbouw langs de kust van Vidzeme.

## Bezienswaardigheden

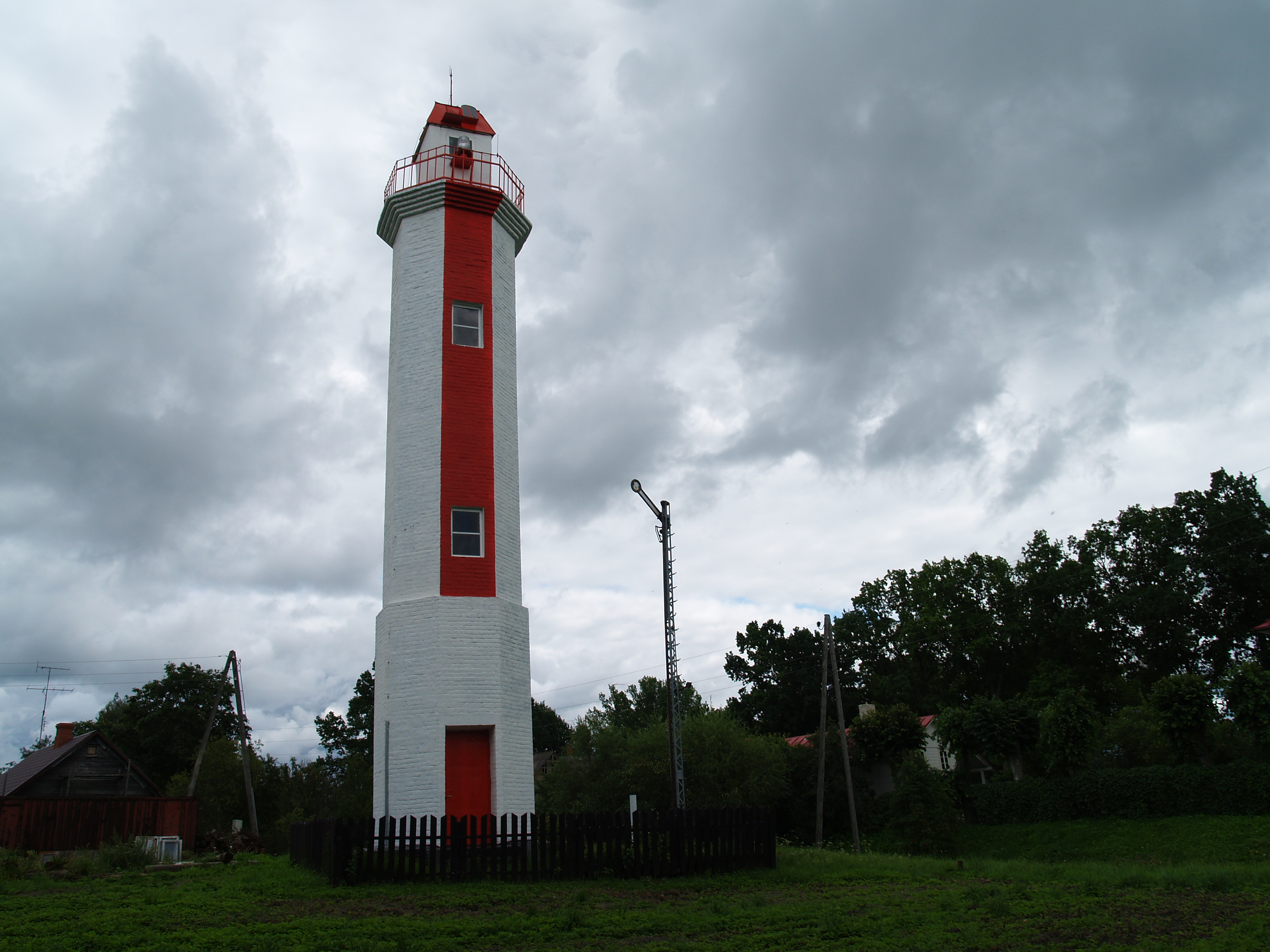
De vuurtoren van Ainaži, een van de bezienswaardigheden in de stad

Hieronder staat een lijst van de belangrijkste bezienswaardigheden in de stad:
- Ainažu mols, een stenen pier die van de stad naar de kust loopt.
- Het maritieme museum van Ainaži
- de Vuurtoren van Ainaži
- het landhuis van Ainaži